# Corrente delle Canarie

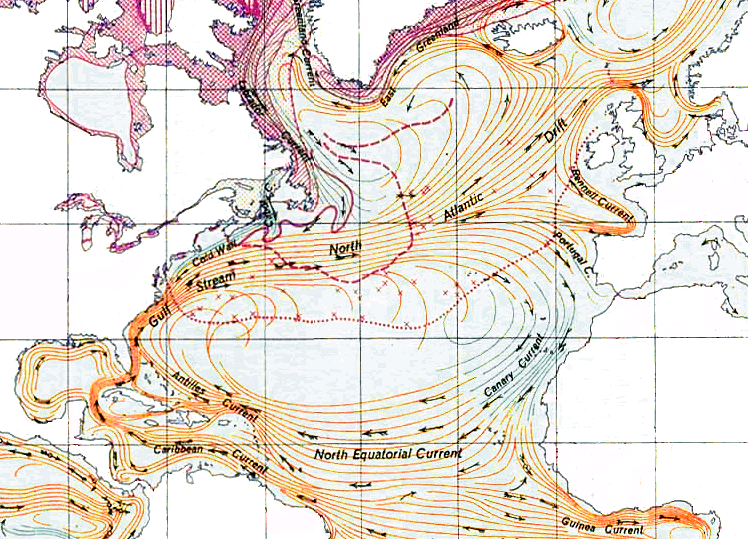
Schema della circolazione oceanica generale del nord Atlantico.

La corrente delle Canarie è una corrente marina fredda dell'oceano Atlantico settentrionale.
La corrente costituisce la sezione orientale del sistema circolatorio generale dell'oceano Atlantico settentrionale. Fluisce in superficie, raggiungendo una profondità massima di circa 500 metri, con direzione mediamente nordest-sudovest, parallelamente alle coste del Marocco, della Mauritania e del Senegal settentrionale, all'incirca dalla latitudine di 30°N ai 15°N. Si unisce a sud alla controcorrente Equatoriale, prendendo direzione occidentale verso l'oceano aperto. La corrente delle Canarie è molto larga (fino a 1.000 km di fronte) e molto lenta, con velocità medie tra i 10 e i 30 centimetri al secondo.
La corrente delle Canarie ha un forte effetto sul clima. Le acque fredde inibiscono l'evaporazione e in questo modo la formazione delle nubi, amplificando il meccanismo di formazione degli anticicloni dinamici subtropicali e portando un clima complessivamente più fresco e arido lungo le coste interessate. Come tutte le zone di acque fredde, inoltre, anche le acque interessate della corrente delle Canarie sono eccezionalmente ricche dal punto di vista ittico.